# コムレイド (消費者金融)
株式会社コムレイドは、東京都品川区に本社を置くみなし貸金業者。新規の貸付は行わず過去の貸付金の回収を行っている業者である。かつては、株式会社ティーシーエムと名乗っていたが、現在は貸金業は廃業している。

## 概要
前身は、1977年（昭和52年）田中等によって設立されたローンズナガノと言う会社であり、1991年にローンズナガノから社名をTCMに変更、2004年よりアイフルとスポンサー契約を締結、同社の子会社となった。
1987年（昭和62年）に電話加入権レンタル業を主体とする田中通商を設立した。
最盛期には114億円の融資残高をあげて県内トップに君臨し、全国消費者金融ランキングでも46位にランクされるほどに成長したが、2000年以降は大幅な貸金業法改正により、事業縮小を余儀なくされ、2004年（平成16年）に会社更生法の申請を行い、ティーシーエムは倒産、田中通商は破産。その後、アイフル株式会社のスポンサー契約締結により同社の完全子会社となった。
2007年（平成19年）12月16日に、貸付業務をすべて中止。2008年（平成20年）2月29日には、ATM営業を中止し撤去して、すべての無人店舗を閉鎖。同年3月21日には本店窓口も閉鎖し、すべての窓口を閉鎖した。
その後、賃金業を廃業、2009年11月に現在の株式会社コムレイドへと商号を変更し、現在は貸付金の回収を行っている。

## 特徴
創業当時から約10年間は上限金利73.0％という高利で貸し付けていたが、1986年には出資の受入れ、預り金及び金利等の取締りに関する法律（出資法）が改正されたことにより、54.74％に引き下げることになった。
また、テレビCMも積極的に出しており、自社の業態である「ぽっけくらぶ」を大々的に宣伝していた。

## 沿革
- 1977(昭和52)年7月　長野市において、(株)ローンズナガノを創業（資本金200万円）。
- 1980(昭和55年)年2月　関連会社ローンズナガノ松本店を設立（資本金200万円）。
  - 1980(昭和55年)年9月　ローンズナガノ飯田支店をオープン。
- 1981(昭和56)年6月 関連会社ローンズナガノ上田店を設立（資本金100万円）。
- 1982(昭和57)年6月 ナガノクレジット飯田支店オープン。
  - 10月　ナガノクレジット長野支店オープン。
  - 11月　ナガノクレジット本店をオープン。
- 1983(昭和58)年01月 ナガノクレジット諏訪支店オープン。
  - 4月　ナガノクレジット小諸支店オープン。
  - 7月　中込支店オープン。
  - 10月 中野支店オープン、コンピュータシステム稼働開始。
- 1985(昭和60)年10月 ナガノクレジット長野支店、長野支店と統合。
- 1986(昭和61)年8月 ナガノクレジット飯田支店、飯田支店と統合。
  - 9月ナガノクレジット小諸支店、中込支店と統合。
  - 10月 融資残高が30億円を突破。
  - 11月 上限金利をそれまでの73.0％から54.75に変更。
- 1987(昭和62)年02月 サテライト店の更埴店オープン。
  - 4月 サテライト店の須坂・伊那・岡谷店オープン。
  - 8月 サテライト店の小諸店オープン。
- 1988(昭和63)年1月 サテライト店の伊那店を伊那支店へ変更。
- 1989(平成2)年7月 本社を長野県長野市中御所に移転。
  - 8月 融資残高が50億円を突破。
- 1990(平成2)年1月 サテライト店の須坂店を中野支店に統合。
  - 2月本店営業部としてローンズナガノキャッシングセンターをオープン。
  - 2月サテライト店の小諸店と中込支店を統合。
  - 07月 関連会社の上田店の営業債権を買収。
  - 08月 関連会社の松本店の営業債権を買収。
  - 11月 商号をローンズナガノからティーシーエムに変更。
  - 11月 テレビＣＭがスタート。
  - 11月 上限金利を現在の54.75％から39.785％に引き下げ。
- 1991(平成 3)年1月 全店オンラインシステムが稼働。
  - 8月 サテライト店の岡谷店と諏訪支店を統合。
  - 11月 サテライト店の更埴店と長野支店を統合。
- 1993(平成 5)年2月 融資残高が70億円を突破。
  - 11月 本店営業部と長野支店にATM機を導入。
- 1994(平成6)年2月 資本金を800万円に増資。
  - 3月 資本金を4500万円に増資。
  - 4月 全店にATM機を導入。
- 1995(平成7)年3月 長野支店、飯田支店、南松本支店に自動契約機「ポッケくらぶ」を導入。
- 1996(平成8)年7月 諏訪支店を上諏訪店に変更。
- 1997(平成9)年9月 融資残高が100億円を突破。
- 1998(平成10)年2月 中込支店を小諸に移転、小諸支店に名称変更。
  - 9月 中野七瀬店を中野江部店に移転。
- 1999(平成11)年11月 豊科店を穂高店に移転。
- 2001(平成13)年3月インターネットキャッシング・iモードキャッシングがスタート。
  - 7月長野銀行とのATM提携開始。
  - 9月長野中央支店（レディースバンク）オープン。
- 2002(平成14)年4月 資本金を9,400万円に増資。
  - 6月　資本金を3億7,600万円に大幅増資。
  - 7月　資本金を5億6,400万円に増資。
  - 10月　長野銀行とCD・ATM利用の業務提携開始。
  - 11月　貸付債権の証券化により60億円の資金調達。
- 2003(平成15)年8月 貸金業登録を長野県知事から関東財務局へ変更。
  - 8月　新潟支店オープン。
- 2004(平成16)年2月 会社更生法の申請を行いその後アイフルに買収されて子会社化となる。
- 2009(平成21)年9月 アイフル株式会社がティーシーエム発行の全株式を、ネオラインキャピタル株式会社に1円で譲渡し、同社の完全子会社となる。
- 2012(平成24)年 ネオラインホールディングスがコムレイドの全株式をMEDSホールディングスに譲渡。